# 豐田貞次郎
豐田貞次郎（日語：とよだ ていじろう，1885年8月7日—1961年11月21日），為日本政治人物、高级将领。最高階位為海軍大將，而榮譽是從二位勳一等。於日本二戰投降後，转为经商。
曾任外務大臣（第64代）、軍需大臣（第4代）、拓務大臣（第4代）、商工大臣（第22代）、運輸通信大臣（第4代）、海軍航空本部長（第9及第10任）以及海軍次官（第21代）。

## 經歷
豐田貞次郎於和歌山縣出生，為紀伊田邊藩藩士豐田信太郎之子。他先後就讀舊制天王寺中學以及東京外國語學校（後改制為東京外國語大學）英語科，1905年以海軍第33期首席於海軍兵學校畢業，與同期畢業的豐田副武同姓而稱為「兩豐田」。同年，他曾經參與日俄戰爭，負責留守東南亞地區。之後他曾就讀海軍砲術及水雷學校。
1910年，他升為海軍大尉，同年於海軍大學校以乙種學生身份畢業，接著曾經在海軍砲術學校高等科就讀一年。1912年前往英國駐守，在當地他入讀牛津大學，兩年之後回國。恰好回國時正值第一次世界大戰，英國的船隻受到德國的無差別攻擊，因此英方尋求日方協助保護。1917年4月，日方決定設立第3特務艦隊，由豐田貞次郎做主力，前往悉尼，保護於新西蘭及澳洲之間航行的英國船隻。
1917年12月，日方出於擔心一戰事態惡化，決定將第3特務艦隊撤回。回國後他再次入讀海軍大學校，兩年後以甲種學生身份畢業。1923年，他獲選為第一任英國海外大使，並前往倫敦，任職四年後回國。因為他在外國長時間生活，因此早已對日本國內事務感到生疏。
1930年，他跟隨財部彪出席倫敦海軍條約會議，可他並沒有發言權。1931年條約成立，回國後升為少將，同時就任軍務局長。可就職半年後，他就被免職了，據說是跟伏見宮博恭王有關。豐田貞次郎第一次感到挫敗。1932年，他獲調任廣海軍工廠廠長。在那裹，他接觸了工業生產，當時工廠的惡劣環境也令他決定要改善日本工業生產，這對他晚年的生活有極大影響。他曾先後調任艦政本部總務部長、吳工廠廠長、航空本部長以及艦政本部長，1937年獲調回前線，出任佐世保鎮守府長官。不料在在任期間，豐田因為對山本五十六態度傲慢，而被降為航空本部長以及艦政本部長。
1940年，他出任海軍次官。可他上任後十分驕傲，不單在次官辦公室展示歷任次官的肖像和名字，更在最後加上他本人，又多次將海軍大臣及川古志郎拋諸腦後，被譏為「豐田大臣，及川次官」，也被井上成美批評為「就像納粹德國一般」。任內也同意簽訂《三國同盟條約》：縱使知道對海軍不利，但害怕被贊成條例的外務省、帝國議會、陸軍孤立，最後還是同意了。可能因為之前經驗過左遷，所以豐田很在意這個職位。
1941年7月，近衛文麿組成第三次近衛內閣，豐田獲任命為外務大臣，接替松岡洋右。任內努力和美國談判，但失敗告終。三個月後近衛內閣倒台，外相一位由東鄉茂德接任。
不久，豐田獲日本製鐵會社邀請出任社長。出於在擔任廣海軍工廠廠長期間的所見所聞，便答應出任社長。1941年至1942年期間製鐵人數下跌，為了解決這個問題，豐田決定出任鐵鋼統制會會長，將不少小學畢業生及朝鮮勞動人口成為製鐵人員。雖然他保住了勞動力，但由於二戰形勢惡化，所以製鐵人數依然不升反跌。
1943年，東條英機組成東條内閣，邀請豐田出任内閣顧問，但他對軍需物資的陸海軍配分比率大傷腦筋。1945年，鈴木貫太郎出任首相，組成鈴木內閣，他獲邀出任軍需大臣以及運輸通信大臣。同年8月鈴木內閣總請辭。同時之間，日本戰敗投降，遠東國際軍事法庭決定向近衛內閣所有成員問責，要求以甲級戰犯拘捕豐田，不過最後以公職追放代替起訴。之後，他在巴西和他人聯合一起開採鋼鐵，並擔任Usiminas的會長。1961年，豐田因腎癌而過身，享年76歲。

## 家庭
豐田的妻子為武田秀雄的女兒滿子，兩人育有三子二女，為禎夫、光雄、彰夫、滿喜子、實乃，其中光雄和實乃都成為了秀雄的養子女，實乃後來嫁給加倉井謙吉；而彰夫迎娶了小林中的女兒節子；而滿喜子則嫁給山本祐二，他們其中一個兒子（即豐田的外孫）是山本祐義。